# Timo Lochocki

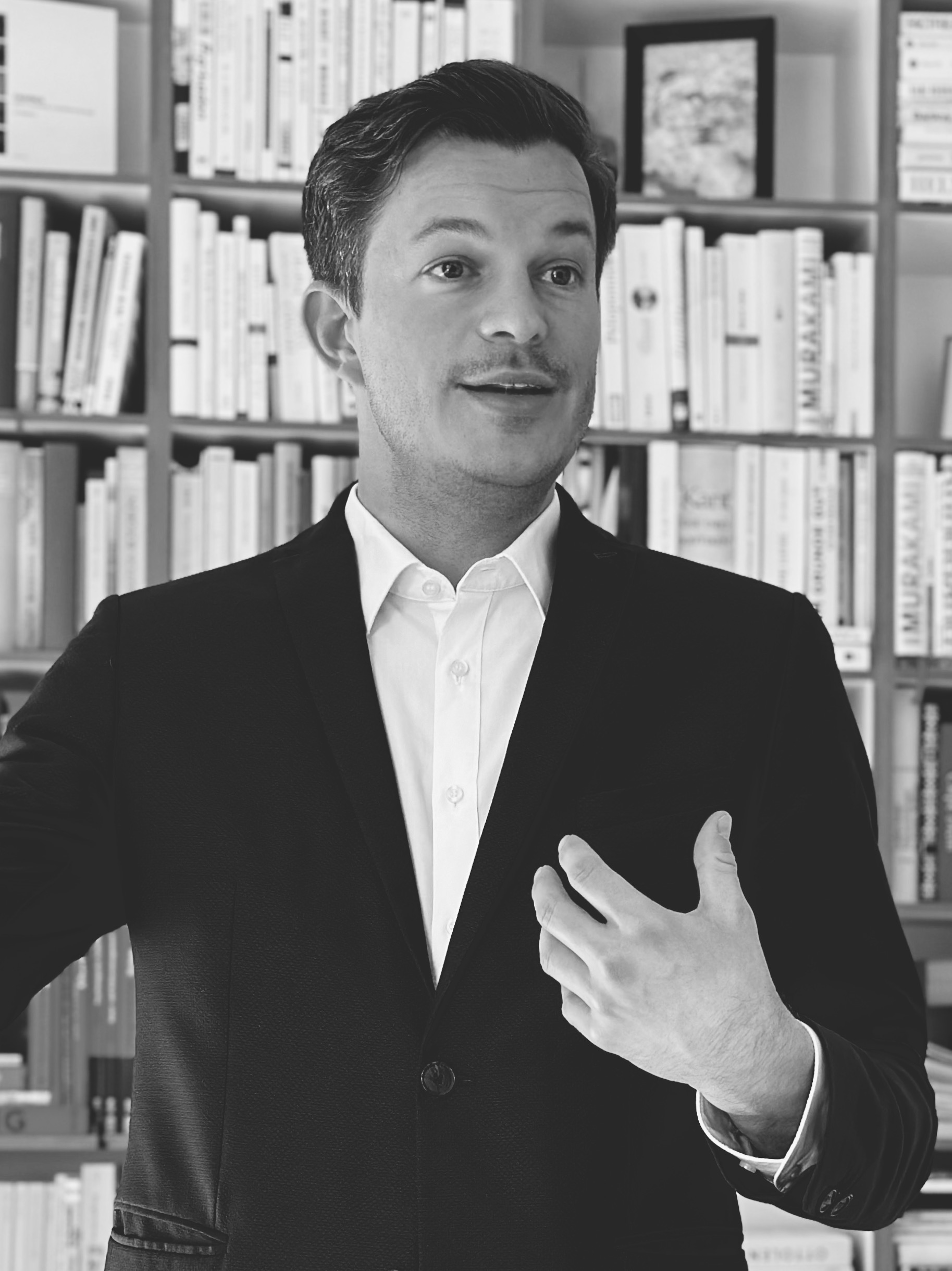
Timo Lochocki

Timo Lochocki (* 1985 in Aschaffenburg) ist ein deutscher Politikwissenschaftler und Experte für Rechtspopulismus. Er promovierte zum Auf- und Abstieg rechtspopulistischer Parteien in Europa und arbeitet seitdem in Forschung, Lehre und Politikberatung am Schutz liberaler Demokratien vor politischen Extremen. In der Bundesregierung fungierte er als Berater im Bundesgesundheitsministerium und leitete u. a. während der Corona-Pandemie das Referat Strategische Planung. Er ist Kommentator in internationalen Medien zur Innen- und Außenpolitik westlicher Demokratien, insbesondere zur Alternative für Deutschland (AfD).

## Werdegang
Lochocki studierte Sozialwissenschaften in Würzburg, Leipzig, der University of Washington, der Universität Bergen und der Humboldt-Universität zu Berlin. 2013 promovierte er an der Humboldt-Universität zu Berlin und der Universität Bergen zu den Gründen für den Auf- und Abstieg von rechtspopulistischen Parteien in Westeuropa und den USA.
Die Arbeit wurde mit der Bestnote summa cum laude bewertet und unter dem Titel „The Rise of Populism in Western Europe. A media analysis on failed political messaging“ von Springer Publishing veröffentlicht. 2015 publizierte Lochocki eine Studie, die belegt, wie Mitte-Parteien rechtspopulistische Parteien gezielt stärken oder schwächen können. Sie wurde von der European Communication and Research Association (ECREA) als die beste Forschungsarbeit des Jahres ausgezeichnet.
Seit 2010 arbeitet Lochocki als Gastdozent an mehreren internationalen Hochschulen, u. a. an der Humboldt-Universität zu Berlin, der Universität Koblenz-Landau und dem Bard College Berlin. 2018 wurde er James K. Batten Visiting Professor for Public Policy am Davidson College in den USA.

## Angewandte Politikberatung
Von 2015 bis 2018 arbeitete er als Transatlantic Fellow und Politikberater beim German Marshall Fund of the United States in den Büros in Berlin, Washington DC und Paris. 2018 schrieb er im Herder Verlag mit „Die Vertrauensformel. So gewinnt unsere Demokratie ihre Wähler zurück“ eine Handlungsanweisung für Medien und Mitte-Parteien zum Umgang mit der AfD.
2019 wechselte er in das Bundesministerium für Gesundheit als Berater des damaligen Bundesgesundheitsministers Jens Spahn. Während der Covid-19-Pandemie leitete er das Referat Strategische Planung.
2022/23 arbeitete er für die Stiftung Mercator als Senior Fellow an einer Definition des Nationalen Interesse Deutschlands.  2023/24 war er Head of Democratic Resilience of Western Democracies für die Open Society Foundation (OSF) am Bard College Berlin. Seit Winter 2024/25 ist er Visiting Fellow beim European Council on Foreign Relations.

## Mitgliedschaften
Lochocki ist Young Leader der Atlantik-Brücke (2019) und Mitglied der Top 40 under 40 des Capital Magazins (2021).

## Publikationen (Auswahl)
- Deutsche Interessen. Wie wir zur stärksten Demokratie der Welt werden - und damit den liberalen Westen retten, Herder Verlag, 2025, ISBN 978-3-451-39679-3
- Die Vertrauensformel. So gewinnt unsere Demokratie ihre Wähler zurück, Herder Verlag, 2018, ISBN 978-3-451-38271-0